# فهرست بانک‌های افغانستان
در کشور افغانستان در حال حاضر بانک‌های خصوصی و دولتی که تحت نظارت بانک مرکزی افغانستان فعالیت دارند به شرح زیر است.

## بانکداری در افغانستان
چرخش اقتصادی یک کشور توسط بانک‌ها صورت می‌گیرد. گفته می‌توانیم بانک‌ها نبض اقتصادی یک کشور را در دست دارد. زیرا همین بانک‌ها است که پول چاپ می‌کند کنترول مناسبات پولی را می‌نماید از همه مهم‌تر سرمایه از خارج توسط همین مرجع انتقال و توسط همین مرجع در پروژه‌ها و بنیادهای جدید تأسیس یک کشور به مصرف می‌رسد. در حقیقت محل حفاظت سرمایه کشور می‌باشد. در افغانستان سیستم بانکداری دولتی و خصوصی وجود دارد؛ که همه این بانک‌ها توسط افغانستان بانک یا بانک مرکزی کشور کنترول می‌گردد. در سیستم دولتی علاوه بر افغانستان بانک و بانک ملی بانک‌های دیگر از قبیل بانک پشتنی تجارتی بانک، بانک انکشاف زراعتی، بانک انکشاف صنعتی می‌باشد. قانون جدید بانکداری دولت افغانستان تلاش نمود تا ضمن توسعه بانک‌های دولتی زمینه را برای گسترش و فعالیت بانک‌های خصوصی نیز فراهم نماید تا این بانک‌ها در راستای تحقق برنامه‌های اقتصادی کشور فعالیت نمایند و منابع مالی را به سوی فعالیت‌های سودمند و مولد اقتصادی سوق دهند. فعالیت بانک‌های خصوصی افغانستان سریع تر از بانک‌های دولتی اند و دلیل آن اینست که سیستم بانک‌های خصوصی کاملاً از سیتم جدید بانکداری و اینترنیتی مجهز می‌باشند. در انتقال پول از یک ولایت به ولایت دیگر مشکلات مردم را مرفوع نموده‌اند. پس از ورود قوتهای بین‌المللی سیستم و نظام بانکداری کشورهای غربی تا حدودی تأثیرات خود را بالای بانک‌های کشور انداخته سود یا مفاد نا جایز بدست می‌آورند. قبلاً زیادترین تکس بانکی ۱۰٪ بود و از سرمایه ۱۱٪ در سال دولت به سهمداران مفاد می‌پرداخت. فعلاً تکس به ۲۰٪ رسیده‌است؛ که این مفاد نمی‌تواند ایجاد تأسیسات بنیادی را در افغانستان نماید. کشورهای اسلامی روش بانکی مخصوص دارند که از کشورهای غربی متفاوت است. سر مایه نقدی بانک‌های افغانستان ۱۴۴٬۹۸ میلیارد می‌رسد که با این پول می‌توانند در ترقی کشور فعالیت بانکداری اسلامی را نمایند.
تاریخچه بانکداری افغانستان
درطول سلطنت پادشاهان افغانستان سود جوئی از طریق پول با پول حرام و خلاف شریعت اسلامی پنداشته می‌شد. بدین لحاظ رسماً هیچ بانکی الی سال ۱۳۱۲ وجود نداشت. مال شاهی در خزانه شاهی حفظ می‌شد. مردم سرمایه خود را خود حفاظت می‌نمودند در بسا شهرها از طرف یک فامیل بزرگ امانت خانه‌ها ساخته می‌شد که فقد پول بدون سود حفاظت می‌شد. یک تعداد صرفان که وجود داشت به نام سود خور دوزخی یاد می‌نمودند که در اجتماع به نام حرام خور جای نداشتند. پس از ورود انگلیس‌ها تعداد صرفان هندی بین افغانستان هندوستان فعالیت می‌نمودند. پول‌های با ارزش وقت سکه اشرفی (طلا عربی) نقره نیکلای (نقره اصل روسی) روپیه هندی و پوند انگلیسی بود. تبادله این نوع پول‌ها در تجارت و رفتن به حج و سفرها صورت می‌گرفت. این صرافان بیشتر در بازارهای کابل و قندهار فعالیت داشتند اسعار مورد ضرورت دولت نیز از همین صرافان خریداری می‌گردید، این روند ادامه داشت تا اینکه در سال ۱۳۱۱ با ابتکار یکی از تاجران ملی و شخصیت‌های برجسته کشور مانند محترم عبدالمجید <زابلی> یک شرکت سهامی به نام شرکت سهامی هاشمی را تأسیس کرد که بعداً در ماه ثور سال (۱۳۱۲هـ ش) این شرکت سهامی به نام بانک ملی افغان مسمی و بحیث اولین بانک در افغانستان عرض وجود کرد. در ابتدا این بانک به عنوان یگانه بانک در کشور وظایف بانک مرکزی را پیش می‌برد و به گذشت زمان هر روز وظایف و فعالیت‌های این بانک گسترش می‌یافت و در سلسله همین انکشافات دومین بانک در افغانستان به عنوان بانک مرکزی افغانستان (د افغانستان بانک) بتاریخ ۱۷/۱۱/۱۳۱۸ به سرمایه ابتدائی ۱۲۰ میلیون افغانی در پایتخت کشور (شهر کابل) افتتاح شد که بعداً در سال ۱۳۵۴ سرمایه افغانستان بانک به یک میلیارد افغانی ارتقاء کرد که این رقم در ماده هشتم (۸) قانون (۱۳۷۳) پول و بانکداری ۱۰ میلیارد افغانی نشان داده شده‌است. نظام بانکداری در افغانستان با تأسیس بانک ملی توسط محترم <رابلی> پا به عرصه وجود گذاشت چنان‌که قبل از تأسیس افغانستان بانک، بانک ملی امور بانکداری دولتی را نیز پیش می‌برد که بعد از تأسیس افغانستان بانک وظایف بانکداری دولتی به د افغانستان بانک واگذار گردید. چاپ و نشر پول از بانک ملی به افغانستان بانک سپرده شد که افغانستان بانک توانست تحولات و انکشافات بزرگی را در رابطه به چاپ و نشر پول افغانی به وجود آورد. پس از سال۲۰۰۲ مطابق به ماده دوازدهم قانون اساسی افغانستان بانک یک بانک مستقل و بانک دولتی را تمثیل می‌نمود. افغانستان بانک توانست که قوانینی چون قانون افغانستان بانک، پول و بانکداری، قانون مبارزه علیه تطهیر پول، عواید ناشی از جرایم، مبارزه علیه تمویل تروریزم و غیره را تسوید نماید که بعد از توشیح مقام ریاست جمهوری اسلامی افغانستان در معرض اجراء گذاشته شد. بانک مرکزی افغانستان و نظام بانکداری افغانستان با روی کار شدن دولت جدید جمهوری اسلامی افغانستان خصوصاً بعد از توشیح قوانین جدید افغانستان بانک و قانون پول و بانکداری وارد مرحله جدید شد. افغانستان بانک با تطبیق ریفورم پولی با چاپ و نشر پول جدید به خوبی توانست بحران تورم پولی را در کشور مهار کند که پایانی بود برای تغییر شکل پولی افغانستان باشد. زیرا تا حال با روی کار آمدن هر رژیم جدید شکل و نوع پول افغانی دست‌خوش تغییر بوده‌است. افغانستان بانک برای اولین بار پلان استراتیژیک پنج سالهٔ خویش را در سال ۱۳۸۸ هجری شمسی ترتیب و به دست اجراء گذاشت. این پلان که از (۱۳۸۸) شروع و تا (۱۳۹۲) ادامه می‌یابد بر تعهدات راسخ بانک در زمینه تحقق مأموریت اش مبنی بر ثبات قیمت‌ها و ایجاد نظام مالی مستحکم تأکید جدی صورت گرفته‌است.

## بانک‌های دولتی[۲]
- بانک ملی افغان[۳]
- پشتنی بانک[۴]
- نوی کابل بانک[۵]

## بانک‌های خصوصی[۶]
- عزیزی بانک
- بانک بین‌المللی افغانستان[۷]
- بانک اسلامی افغانستان[۸]
- میوند بانک[۹]
- اولین بانک قرضه‌های کوچک در افغانستان[۱۰]
- افغان یونایتد بانک[۱۱]
- غضنفر بانک[۱۲]

## نمایندگی بانکهای خارجی[۱۳]
·  نشنل بانک پاکستان
·  بانک الفلاح لمتد
1. ↑  «بانکداری در افغانستان؛ ده درصد مردم حساب بانکی دارند». BBC News فارسی. دریافت‌شده در ۲۰۲۲-۰۷-۲۵.
2. ↑  «بانکها - د افغانستان بانک، بانک مرکزی افغانستان». old.dab.gov.af. بایگانی‌شده از اصلی در ۲۵ ژوئیه ۲۰۲۲. دریافت‌شده در ۲۰۲۲-۰۷-۲۵.
3. ↑  «بانک ملی افغان - د افغانستان بانک، بانک مرکزی افغانستان». old.dab.gov.af. بایگانی‌شده از اصلی در ۲۵ ژوئیه ۲۰۲۲. دریافت‌شده در ۲۰۲۲-۰۷-۲۵.
4. ↑  «پشتنی بانک - د افغانستان بانک، بانک مرکزی افغانستان». old.dab.gov.af. بایگانی‌شده از اصلی در ۲۵ ژوئیه ۲۰۲۲. دریافت‌شده در ۲۰۲۲-۰۷-۲۵.
5. ↑  «نوی کابل بانک - د افغانستان بانک، بانک مرکزی افغانستان». old.dab.gov.af. بایگانی‌شده از اصلی در ۲۵ ژوئیه ۲۰۲۲. دریافت‌شده در ۲۰۲۲-۰۷-۲۵.
6. ↑  «بانکها - د افغانستان بانک، بانک مرکزی افغانستان». old.dab.gov.af. بایگانی‌شده از اصلی در ۲۵ ژوئیه ۲۰۲۲. دریافت‌شده در ۲۰۲۲-۰۷-۲۵.
7. ↑  «بانک بین المللی افغانستان - د افغانستان بانک، بانک مرکزی افغانستان». old.dab.gov.af. بایگانی‌شده از اصلی در ۲۵ ژوئیه ۲۰۲۲. دریافت‌شده در ۲۰۲۲-۰۷-۲۵.
8. ↑  «بانک اسلامی افغانستان - د افغانستان بانک، بانک مرکزی افغانستان». old.dab.gov.af. بایگانی‌شده از اصلی در ۲۵ ژوئیه ۲۰۲۲. دریافت‌شده در ۲۰۲۲-۰۷-۲۵.
9. ↑  «میوند بانک - د افغانستان بانک، بانک مرکزی افغانستان». old.dab.gov.af. بایگانی‌شده از اصلی در ۲۵ ژوئیه ۲۰۲۲. دریافت‌شده در ۲۰۲۲-۰۷-۲۵.
10. ↑  «اولین بانک قرضه های کوچک - د افغانستان بانک، بانک مرکزی افغانستان». old.dab.gov.af. بایگانی‌شده از اصلی در ۲۵ ژوئیه ۲۰۲۲. دریافت‌شده در ۲۰۲۲-۰۷-۲۵.
11. ↑  «افغان یونایتد بانک - د افغانستان بانک، بانک مرکزی افغانستان». old.dab.gov.af. بایگانی‌شده از اصلی در ۲۵ ژوئیه ۲۰۲۲. دریافت‌شده در ۲۰۲۲-۰۷-۲۵.
12. ↑  «غضنفر بانک - د افغانستان بانک، بانک مرکزی افغانستان». old.dab.gov.af. بایگانی‌شده از اصلی در ۲۵ ژوئیه ۲۰۲۲. دریافت‌شده در ۲۰۲۲-۰۷-۲۵.
13. ↑  «بانکها - د افغانستان بانک، بانک مرکزی افغانستان». old.dab.gov.af. بایگانی‌شده از اصلی در ۲۵ ژوئیه ۲۰۲۲. دریافت‌شده در ۲۰۲۲-۰۷-۲۵.
14. ↑  «نشنل بانک پاکستان - د افغانستان بانک، بانک مرکزی افغانستان». old.dab.gov.af. بایگانی‌شده از اصلی در ۲۵ ژوئیه ۲۰۲۲. دریافت‌شده در ۲۰۲۲-۰۷-۲۵.
15. ↑  «الفلاح بانک - د افغانستان بانک، بانک مرکزی افغانستان». old.dab.gov.af. دریافت‌شده در ۲۰۲۲-۰۷-۲۵.[پیوند مرده]